# 에리크 스레키
에리크 클로드 프랑수아 스레키(프랑스어: Éric Claude François Srecki, 1964년 7월 2일~)는 프랑스의 은퇴한 펜싱 선수로 주 종목은 에페이다. 1992년 하계 올림픽 개인전 금메달을 획득했으며, 1988년 하계 올림픽에서 단체전 금메달, 1996년 하계 올림픽에서 단체전 동메달, 2000년 하계 올림픽에서 단체전 동메달을 획득했다. 이 외에 세계 선수권 대회에서는 금메달 4개, 은메달 5개, 동메달 1개를 획득했고, 유럽 선수권 대회에서 은메달 3개를 획득했다.